# Dilophia
Dilophia là chi thực vật có hoa trong họ Cải.